# Kram
Der Kram (auch Krempel) ist in der deutschen Umgangssprache ein Allgemeinbegriff für unwichtige oder minderwertige Kleinteile und Angelegenheiten, darüber hinaus für ein Durcheinander vieler schwer unterscheidbarer Dinge. In Österreich verwendet man auch die Bezeichnung Kramuri. Davon abgeleitet wird ein Kleinhändler als Krämer bezeichnet.
Im viehwirtschaftlichen Bereich steht die Bezeichnung Kram auch für die Innereien eines Schlachttiers.

## Etymologie und Verbreitung
Das Wort Kram leitet sich von ahd. chrâm ab, dessen Herkunft ungeklärt ist; die grundlegende Verwandtschaft mit altslaw. gramŭ zu griech. καπηλειω „(eine Ware) anbieten“ kann nur vermutet werden. Doch ist anzunehmen, dass bereits früh die Bedeutung „Zeltdach“ das verbindende Element war: die erste gesicherte Quelle nennt mhd. krâm als die Zeltdecke oder ein ausgespanntes Tuch. Dies stand dann pars pro toto für das gesamte Verkaufszelt eines Händlers, schließlich nur noch für seine Ware.
Das Wort wurde zunächst nur ins Mittelniederländische als craem entlehnt und wird noch heute im Neuniederländischen als kraam verwendet. Den Einfluss der deutschen Kaufleute im Mittelalter spiegelt die Vielfalt der Übernahmen wider: es wurde in zahlreiche nordischen – altnord., isländ., dän., norweg. und schwed. kram – und slawische Sprachen – poln. kram, tschech. krám, illyr. bzw. alban. krama, sorb. klamy, lit. krómas – transportiert. Bedeutend ist in diesem Zusammenhang der wendische Ausdruck klamy, der im Plural steht und anzeigt, dass es sich um viele Dinge zugleich handelt.

## Bedeutung im Handelswesen
Das Zelttuch mit der Bezeichnung Kram schützte ursprünglich die Handelsware reisender Händler. Ihre Kramware wurde als qualitativ hochwertig angesehen und als kræmel, d. h. „Geschenk“, bezeichnet, da sie nicht dem herkömmlichen Sortiment entsprach, sondern in der Regel Güter des gehobenen Bedarfs bzw. Produkte aus dem Fernhandel mit dem Orient umfasste, z. B. Seidenstoffe. Die Kramhändler genossen gesellschaftliche Wertschätzung, was sich auch in der Bezeichnung krâmermeister (Vorsteher einer Berufsinnung) niederschlägt, die sich weiter erhalten hat.
Im späten Mittelalter wurde auch das Warenlager von Apotheken und schließlich die Apotheke selbst als krām(e) bezeichnet. Literarisch schlägt sich der Begriff in den Carmina Burana nieder, da es im Lied der Maria Magdalena beim Salbenkauf heißt:

„Chramer, gip die varwe mir
die min wengel roete
damit ich die jungen man

an ir dank der minnenliebe noete.“

Aus der Kramerei oder Krämerei bildeten sich dann die Berufsbezeichnungen und die Familiennamen Kramer und Krämer. Die Händler von Großwaren wie Holz oder Vieh – die Wörter stehen für einen Mengenbegriff – wurden dagegen als Menger bezeichnet. Ein kleines, beengtes Verkaufsgeschäft mit vielfältigem Sortiment wird, auch wenn es sich in einem Gebäude befindet, darauf bezogen oft ebenso als Kramladen bezeichnet.
Schon im frühen 14. Jahrhundert sind diese Läden als feste Einrichtung auf städtischen Märkten nachgewiesen, wie die Lübecker Straßennamen Dunkler Krambuden, Enger Krambuden und Weiter Krambuden bezeugen. Vom gesellschaftlichen Rang der Kramhändler sprechen z. B. die Krameramtsstuben in der Hamburger Neustadt.

## Negative Konnotation
Ungeachtet der eigentlichen Bedeutung verbreitete sich bereits im 16. Jahrhundert eine negative Konnotation von Kram. Als kramanz oder „Krämerei“ im Sinne einer Vielzahl von überflüssigen Dingen wurde nun auch das Umstandtreiben im gesellschaftlichen Sinne beschrieben, die „Umstandskrämerei“. Spätestens im 18. Jahrhundert setzte sich die moderne Bedeutung durch. Der lexikalische Eintrag bei Johann Georg Krünitz zeigt bereits die Bedeutung des aufkommenden Einzelhandels.

„Der Handel im Einzelnen, im Kleinen, imgleichen der Handel mit unerheblichen Dingen; der Kram-Handel, Krämer-Handel, die Krämerey, der Handel des Handkaufes, Detail-Handel, und bey schneidenden Waren der Ausschnitt, der Handel im Ausschnitt, gleichwie bey zählenden Waren der Stück-Verkauf, Fr. Détail, diejenige Art des Handels, da man die Waren nicht nur im Ganzen, sondern auch nach der Elle, nach dem Pfunde, nach der Metze, oder nach dem Quarte, der Kanne und deren kleinern Abtheilungen, oder nach einzelnen Stücken verkauft (...).“

Mit der weiteren Tendenz zum Fachhandel gegenüber dem Gemischtwarenhandel wurde der Kram schließlich nur noch negativ aufgefasst. Auch der Handel mit Kolonialwaren, die ursprünglich den Kram ausmachten, konnte den Begriff nicht mehr retten.

## Redewendungen
- die Elle ist länger als der Kram (man ist verarmt, kann nicht mit einem Sortiment mithalten)
- Geheimniskrämer (jemand, der nicht alles offenbart)
- herumkramen (planlos zwischen Sachen suchen)
- Krämerseele (jemand, der handelt und feilscht)
- den Kram hinschmeißen (eine unnütze Sache aufgeben)
- der kann seinen Kram zusammenpacken (ist hier nicht mehr gerne gesehen, hat hier keine Chance mehr)
- nicht mit solchem Kram daherkommen (Unsinn reden, mit Nichtigkeiten argumentieren)
- es passt mir nicht in den Kram (ins Sortiment)
- Umstands- oder Kleinigkeitskrämer (unnötige Umstände machen)
- Krimskrams (Wortverstärkung für unnütze, ungeordnete Dinge)

## Kram als Ortsnamen (entstanden aus Krammarkt als Örtlichkeit)
- siehe Kraam
- Krahm
- Kram